# 5B busz (Mezőkövesd)
A mezőkövesdi 5B jelzésű autóbuszvonal a Dózsa György utca és a Fülemüle utca között húzódó helyi vonal volt, amelyet a Borsod Volán Zrt. üzemeltetett.

## Közlekedése

### Nyári menetrend (május – szeptember)
| Viszonylat                             | Indításszám     | Közlekedési rend                      |
| -------------------------------------- | --------------- | ------------------------------------- |
| Dózsa György u. 3. – Vá.               | 4 oda, 3 vissza | tanítási napokon                      |
| Dózsa György u. 3. – Vá.               | 2 oda, 3 vissza | tanszünetben munkanapokon             |
| Dózsa György u. 3. – Vá.               | 2 vissza        | hétvégén                              |
| Dózsa György u. 3. – Gyógyfürdő        | 1 pár           | nyári tanszüneten kívüli munkanapokon |
| Dózsa György u. 3. – Gyógyfürdő        | 3 oda, 2 vissza | nyári tanszünetben                    |
| Dózsa György u. 3. – Gyógyfürdő        | 3 oda, 2 vissza | hétvégén                              |
| Dózsa György u. 3. – Fülemüle u. ford. | 4 oda, 2 vissza | munkanapokon                          |
| Dózsa György u. 3. – Fülemüle u. ford. | 4 oda           | hétvégén                              |

### Téli menetrend (szeptember – május)
| Viszonylat                             | Indításszám     | Közlekedési rend          |
| -------------------------------------- | --------------- | ------------------------- |
| Dózsa György u. 3. – Vá.               | 3 pár           | tanítási napokon          |
| Dózsa György u. 3. – Vá.               | 1 oda, 3 vissza | tanszünetben munkanapokon |
| Dózsa György u. 3. – Vá.               | 2 vissza        | hétvégén                  |
| Dózsa György u. 3. – Gyógyfürdő        | 1 oda, 3 vissza | munkanapokon              |
| Dózsa György u. 3. – Gyógyfürdő        | 2 oda, 3 vissza | hétvégén                  |
| Dózsa György u. 3. – Fülemüle u. ford. | 5 pár           | munkanapokon              |
| Dózsa György u. 3. – Fülemüle u. ford. | 3 oda, 1 vissza | hétvégén                  |

## Megállóhelyei
| 0                                                                                 | Dózsa György utca 3. végállomás                    | 0.0 km | 0  |
| 1                                                                                 | Gimnázium                                          | 0.3 km | 1  |
| 2                                                                                 | Szent László tér                                   | 0.8 km | 2  |
| 3                                                                                 | SZTK rendelőintézet (↓) Mátyás király utca 87. (↑) | 1.7 km | 4  |
| 4                                                                                 | Széchenyi utca 21.                                 | 2.3 km | 5  |
| 5                                                                                 | Vasútállomás vonalközi végállomás                  | 3.0 km | 7  |
| 6                                                                                 | Széchenyi utca 21.                                 | 3.7 km | 8  |
| 7                                                                                 | Cukrászüzem (↓) SZTK rendelőintézet (↑)            | 4.4 km | 9  |
| 8                                                                                 | Katolikus iskola                                   | 4.8 km | 10 |
| 9                                                                                 | Mátyás király utca 10.                             | 5.2 km | 11 |
| 10                                                                                | Delco Remy bejárati út                             | 5.9 km | 12 |
| Munkanapokon 1 alkalommal volt érintett a Delco Remy bejárati út megálló helyett. |                                                    |        |    |
| ∫                                                                                 | Delco Remy                                         | ∫      | ∫  |
| 11                                                                                | Gyógyfürdő vonalközi végállomás                    | 8.1 km | 15 |
| 12                                                                                | Kórház                                             | 8.4 km | 16 |
| 13                                                                                | Fülemüle utca végállomás                           | 8.9 km | 17 |